# Mohamed Sayari
Mohamed Sayari, né le 31 janvier 1957 à Béja, est un acteur, metteur en scène radiophonique et homme de théâtre tunisien.
Il est le père de l'acteur Kabil Sayari.

## Filmographie

### Cinéma
- 1989 : La Barbare de Mireille Darc
- 1992 : Le Sultan de la médina de Moncef Dhouib
- 2008 : Bab Al Samah de Francesco Sperandeo
- 2011 :
  - Or noir de Jean-Jacques Annaud
  - Le Fond du puits (court métrage) de Moez Ben Hassen
  - Nesma de Homeïda Behi
- 2013 : Late Spring (court métrage) de Zachary Kerschberg
- 2019 : Porto Farina d'Ibrahim Letaïef : Mongi
- 2022 : L'Île du pardon de Ridha Béhi : Ibrahim

### Télévision
- 1974 : Affaires
- 1982 : La Nouvelle Malle des Indes de Christian-Jaque : Karim
- 1983 :
  - Secret diplomatique de Denys de La Patellière
  - La Nuit tunisienne
- 1994 : Ghada de Mohamed Hadj Slimane : frère d'Amina
- 1997 : Al Motahadi de Moncef Kateb : Lassâad
- 2008 : House of Saddam d'Alex Holmes, Stephen Butchard et Sally El Hosaini : banquier
- 2011 : L'Ombre du destin (it) de Pier Belloni (it)
- 2012 :
  - Pour les beaux yeux de Catherine de Hamadi Arafa : Rachid A'wam
  - La Fuite de Carthage de Madih Belaïd (téléfilm documentaire)
  - Njoum Ellil (saison 4) de Mehdi Nasra : Ibrahim
- 2014 : Maktoub (saison 4) de Sami Fehri : Kaïs Ben Ahmed
- 2015 : Le Risque de Nasreddine Shili et Mohamed Ali Damak
- 2015-2017 : Awled Moufida de Sami Fehri : Naceur
- 2017 : Lemnara d'Atef Ben Hassine (participation spéciale)
- 2018 : Ali Chouerreb (saison 1) de Takeli Rabi : le narrateur et le procureur de la République
- 2019 :
  - Kesmat Wkhayen de Sami Fehri
  - Machair de Muhammet Gök : Monsieur Kamal
- 2021 : Millionaire de Muhammet Gök : Chahine
- 2022 : Baraa de Mourad Ben Cheikh et Sami Fehri : Salah Jaouadi
- 2023 : Djebel Lahmar de Rabii Tekali : Abdelmelak Saddem
- 2024 : Fallujah (saison 2) de Saoussen Jemni : Mohamed
- 2025 : Sahbek Rajel de Kaïs Chekir

## Théâtre
- 1966 : Mourad III, texte de Habib Boularès et mise en scène de Mohamed Driss
- 2013 : Hamlet
- 2015 : Dhalamouni habaybi d'Abdelaziz Meherzi
- Connais ton pays, texte de Riadh Marzouki
- Le Juge des juges
- Ibrahim II
- Rose en or, texte d'Ali Dib
- Une Femme au bain maure des hommes de Leila Chebbi
- Ellyl zéhi de Farhat Jedid